# Cinorta
Cinorta (in greco antico: Κυνόρτας?, Kynórtas) è un personaggio della mitologia greca. Fu il quarto re di Sparta.

## Genealogia
Figlio di Amicla e di Diomeda, fu padre di Ebalo e di Periere.

## Mitologia
Successe al fratello Argalo e la sua tomba si trovava a Sparta.
Negli scritti di Ditti Cretese quando Elena elenca i suoi antenati, frappone il fratello Argalo (non Cinorta) tra il padre Amicla ed Ebalo (il figlio di Cinorta). Se così fosse, Ebalo sarebbe figlio di Argalo e non di Cinorta.